# Rio Uaçá
Rio Uaçá är ett vattendrag i Brasilien.   Det ligger i delstaten Amapá, i den norra delen av landet, 2 300 km norr om huvudstaden Brasília.
I omgivningarna runt Rio Uaçá växer i huvudsak städsegrön lövskog. Trakten runt Rio Uaçá är nära nog obefolkad, med mindre än två invånare per kvadratkilometer.